# Medios de comunicación en México
México cuenta con diversos medios de comunicación que distribuyen su contenido a través del espectro radioeléctrico y plataformas digitales. La mayoría de estos medios de comunicación convergen en las plataformas digitales que ofrece Internet, muchos de ellos tienen su origen en el ámbito de las Telecomunicaciones, como son la Radio, la Televisión y los servicios de Telefonía, siendo este último, fundamental para el desarrollo de la red Internet y la convergencia mediática y del intercambio de datos que representan las Tecnologías de la Información y la Comunicación (TICs), como las conocemos ahora. Por su parte la Prensa escrita (nombre genérico para el medio tradicional donde se ejerce el periodismo), a evolucionado de un medio físico como el papel, a tener presencia en portales de Internet, redes sociales y ser parte fundamental del contendió de los medios electrónicos, como Radio y Televisión en sus vertientes noticiosa y periodística.
El espectro radio eléctrio que usan los medios de comunicación, que pueden ser empresas públicas o privadas, para distribuir información, servicios de comunicación, datos y contendió; forman parte del sector de las telecomunicaciones, mismo que está regulado por el estado mexicano a través de la Secretaría de Comunicaciones y Transportes (SCT), y por el organismo autónomo Instituto Federal de Telecomunicaciones (IFT), fundado el 10 de septiembre de 2013.
El mercado de las comunicaciones en México está entre los más grandes de América, iniciando su crecimiento más notable en la década de los 90s, con la liberalización del mercado en 1990, tras el cambio regulador que representó la privatización del monopolio estatal Teléfonos de México (Telmex) y la eventual entrada de nuevos competidores. Desde entonces, nuevos operadores han entrado en el mercado, impulsados por la apertura que significó el Tratado de Libre Comercio de América del Norte (TLCAN) que inició en 1994, generando mayor competencia y beneficios a los consumidores, sin embargo, Telmex (ahora América Móvil) continúa siendo el jugador dominante en telefonía, mientras que en televisión abierta y restringida, Televisa continúa siendo el jugador dominante, como lo venía siendo desde 1960.

## Radio y Televisión
Véase también Canales de televisión en México
La primera transmisión oficial de radiofrecuencia en México fue realizada el 27 de septiembre de 1921 por la Dirección General de Telecomunicaciones. En la década de los veinte, la radio en el país transmitía segmentos musicales y culturales, eventos políticos, etc. El 5 de febrero de 1930 surgió la primera emisora que ofreció un servicio de noticias en el país, fue la llamada Radio Mundial XEN. En septiembre de ese mismo año comenzó a operar XEW, que gracias a que tenía una planta de cinco mil watts de potencia, logró un alcance nacional e incluso era escuchada en algunos lugares de Sudamérica. La radio en México comenzaba a representar una importancia tangente para la vida comercial, lo que generó que el 30 de septiembre e 1946 se llevara a cabo el primer Congreso Interamericano de Radiofusores, la cual tuvo como principal objetivo defender los intereses de la radio comercial. En México, la radio es el medio de comunicación que llega a más mexicanos, pues no requiere de mucho poder adquisitivo ni conocimientos, por lo que está disponible en la mayoría de grupos sociales. El uso de radio, televisión en México hoy en día es frecuente.
La primera transmisión de televisión en México fue llevada a cabo por Javier Stavoli en 1931. Guillermo González Camarena, construyó su propia cámara monocromática en 1934, y en 1940 desarrolló el primer sistema de tricromáticas y obtuvo la primera patente para la televisión en color en el mundo. En 1941 se integró la Cámara Nacional de la Industria de la Radiodifusión. Entre 1944 y 1949, el gobierno de México recibió solicitudes para la concesión comercial de canales de televisión. Tras el desarrollo de estaciones de radio y televisión, en 1948, construyó el estudio Gon-Cam, que fue considerado el mejor sistema de televisión en el mundo en ese tiempo, según una encuesta realizada por el Columbia College de Chicago. En 1950, se autorizó la creación del primer canal de televisión comercial en la Ciudad de México: XHTV, Canal 4, de la empresa Televisión de México, S.A. propiedad de Rómulo O'Farrill. En 1951, la empresa Televimex, que operaba el canal XEW-TV, Canal 2, se creó, más tarde la misma empresa crearía la primera repetidora del mencionado Canal 2, y estas nuevas transmisiones se conocerían bajo el nombre de XEQ, Canal 9. Al siguiente año, el Canal 5, XHGC de la empresa Televisión González Camarena, S.A., comenzaría operaciones. El nacimiento de Telesistema Mexicano, S.A., uniría en 1955 a los Canales 2, 4 y 5 de la Ciudad de México, para potenciar la expansión nacional de la TV comercial. Para 1960, sólo seis estados carecían de emisoras locales de TV.
Con el paso del siglo, el mercado de la radiodifusión de televisión fue dominado por dos empresas poderosas, TV Azteca (la mayor empresa de medios de comunicación en el mundo de habla hispana) y Televisa, a pesar de que varias decenas de redes regionales operan en el país. En 2006 había aproximadamente 1410 estaciones de radio y 236 estaciones de televisión (con exclusión de los repetidores), además de 906 estaciones complementarias.
Es un espacio de reflexión sobre asuntos en materia de radiodifusión que por su relevancia requieren la convergencia y participación de la autoridad, la industria de la radio y la televisión, los sindicatos y la sociedad civil. También existe la televisión de paga, que cada vez evoluciona y amplía más sus servicios al consumidor con internet, telefonía y selección de películas por catálogo en cualquier dispositivo electrónico. 

## Telefonía e internet
La primera llamada telefónica realizada en la Ciudad de México en 1878 significó el inicio del desarrollo del servicio de Telefonía en México. En 1947 se crea Teléfonos de México, S.A. (Telmex), la cual en 1950, adquiriría los servicios de Telphone and Telegraph Company, lo que provocó que Telmex se colocará como la principal empresa dominante de la telefonía en México. En 1972, Telmex sería adquirida por el Gobierno Federal, el cual tenía como objetivo extender las áreas de cobertura en áreas rurales y urbanas, con ayuda de planes quincenales de inversiones y obras. Telmex estuvo bajo el poder del gobierno durante 18 años, en este periodo en México, sólo 1 de cada 3 hogares contaba con acceso a servicios de telefonía fija (más de cinco millones de líneas). En 1990 Telmex fue vendida a capitales privados, los cuales harían la labor de modernizarla y expandirla con el fin de que más personas tuvieran acceso a sus servicios. Para 1999, la mitad de los hogares en el país contaba con servicios de telefonía. Con la promulgación de la Ley Federal de Telecomunicaciones del 7 de junio de 1995, se estableció la obligación de otorgar concesiones para ofrecer el servicio de larga distancia y también representó la creación de la Comisión Federal de Telecomunicaciones.
En general, la industria de telecomunicaciones está dominada mayormente por Telmex (Teléfonos de México), privatizada en 1990. Telmex ha diversificado sus operaciones mediante la incorporación de servicios de internet y telefonía móvil. También ha ampliado sus operaciones a Colombia, Perú, Chile, Argentina, Brasil, Uruguay, Ecuador y el los Estados Unidos Mexicanos. Por causa de la diversa orografía de México -el país está atravesado por dos cadenas de montañas de gran altitud que se extienden desde las Montañas Rocosas- proveer servicio telefónico fijo en las zonas montañosas remotas es caro y la penetración de la línea de teléfonos per cápita es bajo en comparación con otros países de América Latina, con 20 millones de líneas. La telefonía móvil tiene la ventaja de llegar a todas las áreas a un costo más bajo, consecuencia de la reducción en inversiones en infraestructura necesaria, y el número total de líneas móviles en México es casi tres veces mayor que el de líneas fijas, con una cifra estimada de 57 millones de líneas. La industria de las telecomunicaciones está regulada por el gobierno mediante la Cofetel (Comisión Federal de Telecomunicaciones).
Según la ENUTIH (Encuesta Nacional Sobre Disponibilidad y Uso de Tecnología de la Información en los Hogares) del 2020, se estimó que en México, 84.1 millones de personas usan internet normalmente, así como también estimó que 88.2 millones de personas son usuarios de teléfono celular.

## Prensa
Fue en 1539 llegó la imprenta a México, su llegada fue consecuencia directa de la conquista española, siendo el virreinato de Nueva España, el primer territorio en el continente que tuvo la imprenta. El 1 de enero de 1722, surgió la prime publicación periódica en Nueva España, que llevaba como nombre Gaceta de México y Noticias de Nueva España, tuvo varias ediciones y su publicación se mantuvo hasta 1742. En 1772, se publicó la primera publicación periódica de índole científico, El Mercurio Volante. El Diario de México fue el primer cotidiano en Nueva España, el cual tuvo una duración de 1805 a 1817.Una vez iniciada la Independencia de México, el cura Miguel Hidalgo fundó El Despertador Americano, en 1810. En la primera mitad del siglo XIX la prensa mexicana se desarrolló con más soltura, pero se vio limitado por la influencia que los partidos políticos ejercían sobre las personas que ejercían la imprenta, la libertad de expresión se vio ceñida a la voluntad del gobierno en turno.
Actualmente, la prensa se ha movido en gran parte a terrenos digitales, sin embargo, aún hoy en día existen varios medios reconocidos que siguen utilizando el periódico como principal modelo de difusión.

## Comunicaciones satelitales
El sistema nacional satélital cuenta con 120 estaciones terrestres. También existe una amplia red de radio de microondas y un considerable uso de fibra óptica y cable coaxial.
Los satélites mexicanos son operados por Satélites Mexicanos (Satmex), una empresa privada, líder en América Latina en la prestación de servicios en el norte y América del Sur. Ofrece radiodifusión, telefonía y servicios de telecomunicaciones a 37 países en las Américas, desde Canadá hasta Argentina. A través de asociaciones empresariales, Satmex proporciona conectividad de alta velocidad a proveedores de servicios de internet y servicios de radiodifusión digital. El sistema está compuesto por tres satélites: Solidaridad 2, Satmex 5 y Satmex 6.